# Fortuna de Rancho Güero
Fortuna de Rancho Güero är en ort i Mexiko.   Den ligger i kommunen Lerdo och delstaten Durango, i den centrala delen av landet, 800 km nordväst om huvudstaden Mexico City. Fortuna de Rancho Güero ligger 1 141 meter över havet och antalet invånare är 168.
Terrängen runt Fortuna de Rancho Güero är kuperad åt sydväst, men åt nordost är den platt. Runt Fortuna de Rancho Güero är det tätbefolkat, med 308 invånare per kvadratkilometer. Närmaste större samhälle är Torreón, 18,8 km öster om Fortuna de Rancho Güero. Omgivningarna runt Fortuna de Rancho Güero är i huvudsak ett öppet busklandskap.